# 1939년 콘클라베

사도좌 공석 상태에 있는 동안에 사용되는 성좌의 문장

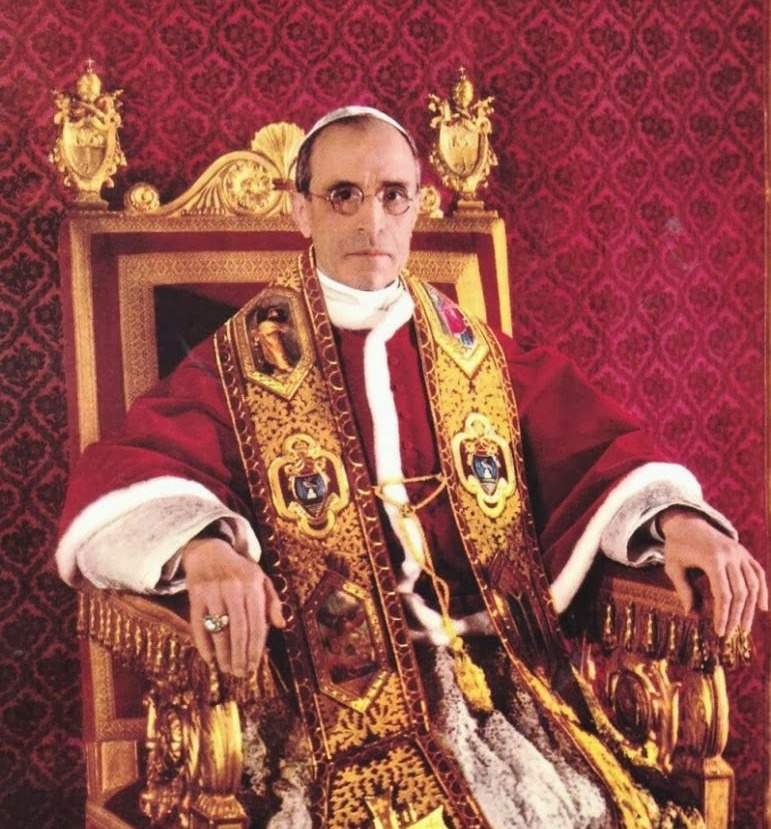
교황 선출자 비오 12세 (에우제니오 파첼리)

1939년 콘클라베는 제260대 교황을 선출하기 위해 진행된 콘클라베이다. 제259대 교황 비오 11세가 1939년 2월 10일에 선종한 이후에 새 교황을 선출하기 위해 진행된 선거이며 바티칸 시국에 있는 사도 궁전과 시스티나 성당에서 진행되었다.
1939년 3월 1일부터 3월 2일까지 이틀에 걸쳐 3차례 투표가 진행되었으며 전 세계 80세 이하 추기경 62명이 투표에 참가하였다. 이탈리아의 추기경이자 교황 궁무처장이며 국무성성 장관 추기경인 에우제니오 파첼리가 새 교황으로 선출되었으며 교황 이름은 비오 12세로 명명되었다.

## 추기경단
- 투표에 참가한 추기경: 62명

### 대륙별 추기경 분포
- 이탈리아 추기경: 35명
- 기타 유럽 국가 추기경: 55명
- 북아메리카 국가 추기경: 4명
- 남아메리카 국가 추기경: 2명
- 아프리카 국가 추기경: 0명
- 아시아 및 중동 국가 추기경: 1명
- 오세아니아 국가 추기경: 0명

### 국가별 추기경 분포
- 35명: 이탈리아
- 6명: 프랑스
- 3명: 독일, 미국, 스페인
- 1명: 벨기에, 시리아, 아르헨티나, 아일랜드, 영국, 오스트리아, 체코슬로바키아, 캐나다, 포르투갈, 폴란드, 헝가리

## 주요 인사
- 수석 추기경: 제나로 그라니토 피나텔리 디 벨몬테 (Gennaro Granito Pignatelli di Belmonte, 이탈리아)
- 보조 추기경: 도나토 스바레티 (Donato Sbarretti, 이탈리아)
- 교황 궁무처장: 에우제니오 파첼리 (Eugenio Pacelli, 이탈리아)
- 수석 부제: 카밀로 카치아 도미니오니 (Camillo Caccia Dominioni, 이탈리아)